# Colorado Springs
Colorado Springs est une ville américaine, deuxième plus grande ville de l’État du Colorado, après sa capitale, Denver. Au niveau national, elle est la 39e plus grande ville des États-Unis. Siège du comté d’El Paso, la ville compte 478 961 habitants en 2020.

## Histoire
Colorado Springs est fondée en août 1871 par le général et homme d'affaires William Jackson Palmer.
En novembre 2022, une tuerie homophobe fait 5 morts dans une boite de nuit LGBT de la ville. Elle intervient après trois autres tueries en 2021 et 2015[réf. souhaitée] .

## Géographie
La superficie de la ville est de 482,1 km2.
Colorado Springs est juste à l'est du centre géographique de l’État et à 101 km au sud de sa capitale, Denver. À une altitude de 1 839 m, la ville est située sur le versant oriental des montagnes Rocheuses méridionales, à l'est d'une des montagnes américaines les plus célèbres, Pic Pikes, distant d'une vingtaine de kilomètres.
Colorado Springs est arrosée par la rivière Fountain Creek (en), un affluent de l'Arkansas, qui prend sa source à une vingtaine de kilomètres au nord-ouest de la ville.

## Démographie
Le bureau de recensement des États-Unis estime qu’en 2010 la population de la ville de Colorado Springs était de 416 427 habitants, la population de la proche banlieue de la ville était de 626 227 habitants et celle de la grande banlieue était de 4 013 055 habitants. En juillet 2006, le magazine Money a classé Colorado Springs comme étant la meilleure grande ville où vivre, ce qui inclut les villes comptant 300 000 habitants ou plus.
| Groupe            | Colorado Springs | Colorado | États-Unis |
| ----------------- | ---------------- | -------- | ---------- |
| Blancs            | 78,8             | 81,31    | 72,4       |
| Afro-Américains   | 6,30             | 4,01     | 12,6       |
| Autres            | 5,48             | 7,24     | 6,2        |
| Métis             | 5,07             | 3,43     | 2,9        |
| Asiatiques        | 3,03             | 2,76     | 4,8        |
| Amérindiens       | 0,97             | 1,11     | 0,9        |
| Océaniens         | 0,31             | 0,13     | 0,2        |
| Total             | 100              | 100      | 100        |
|                   |                  |          |            |
| Latino-Américains | 16,06            | 20,65    | 16,7       |

Selon l'American Community Survey, pour la période 2011-2015, 86,59 % de la population âgée de plus de 5 ans déclare parler anglais à la maison, alors que 8,45 % déclare parler l'espagnol, 0,85 % l'allemand, 0,72 % le français et 3,39 % une autre langue.
| 1880  | 1890   | 1900   | 1910   | 1920   | 1930   |
| ----- | ------ | ------ | ------ | ------ | ------ |
| 4 226 | 11 140 | 21 085 | 29 078 | 30 105 | 33 237 |

| 1940   | 1950   | 1960   | 1970    | 1980    | 1990    |
| ------ | ------ | ------ | ------- | ------- | ------- |
| 36 789 | 45 472 | 70 194 | 135 517 | 215 105 | 281 140 |

| 2000    | 2010    | 2020    | - | - | - |
| ------- | ------- | ------- | - | - | - |
| 360 890 | 416 427 | 478 961 | - | - | - |

## Économie
Un grand nombre d'organismes et d'églises ont leurs sièges sociaux ici, en particulier les chrétiens évangéliques.
Plusieurs entreprises de pointe ont résidé dans la ville, y compris un certain nombre de fabricants de puces électroniques. La fondation Mountain West Conference a ses sièges sociaux administratifs à Colorado Springs.
Un grand nombre d'installations militaires telle que Fort Carson, et d'autres agences importantes de la défense nationale sont également basées à Colorado Springs ainsi que l'United States Air Force Academy, l’une des cinq académies militaires des États-Unis. La ville a une grande importance stratégique avec le siège du NORAD et du United States Northern Command sur les bases de Peterson Air Force Base et de Cheyenne Mountain.

## Culture
La base de Cheyenne Mountain est fréquemment présente dans des fictions, notamment avec le SGC de l'univers de fiction de Stargate, Terminator, Wargames. 
La série américaine Docteur Quinn, femme médecin se déroule à Colorado Springs.
L'intrigue du jeu vidéo Wasteland 3 démarre, et se déroule pour bonne partie dans une version postapocalyptique de Colorado Springs. Le piédestal d'une statue dédiée au général William Jackson Palmer y est visible.
L'action du film BlacKkKlansman se déroule à Colorado Springs dans les années 1970. Une partie du film Le Prestige s'y déroule à l'ère victorienne.
En 1987, la marque Playmobil a reconstitué la soi-disant gare de Colorado Springs à la façon western. L'année d'après, un panneau directionnel indiquant que la ville a été créé.

## Transport
Colorado Springs n'est pas exempte des problèmes qui affectent régulièrement les villes qui supportent une croissance rapide : notamment l'augmentation de la circulation automobile. Plusieurs de ces problèmes sont, directement ou indirectement, provoqués par les difficultés de la ville à faire face à la grande croissance de population éprouvée ces vingt dernières années. En 2004, les électeurs de Colorado Springs et du comté d'El Paso ont établi la Pikes Peak Rural Transportation Authority (« autorité rurale de transport de Pikes peak ») et ont adopté une taxe de vente de 1 % consacrée à améliorer l'infrastructure de transport régional.
Colorado Springs possède un aéroport (en) (code AITA : COS).
Colorado Springs abrite en outre une base de l'US Air Force (code AITA : AFF).

## Sport
La ville dispose de nombreuses installations sportives, parmi lesquelles l'UCHealth Park (pour le baseball), le Falcon Stadium (pour le football américain), ou encore le Switchbacks Training Stadium, le Washburn Field et le Cadet Soccer Stadium (pour le soccer).
Les Sky Sox de Colorado Springs sont un club de baseball professionnel, de niveau Triple-A, évoluant en Ligue de la côte du Pacifique (ils jouent leurs matches à domicile au Security Service Field).
La ville a accueilli les championnats du monde de cyclisme sur route et sur piste en 1986.
La ville accueille en février 2023 les épreuves de patinage artistique : ISU Four Continents Figure Skating Championships 2023, la dernière épreuve avant le " World Championships" en mars 2023 au Japon.

## Galerie photographique

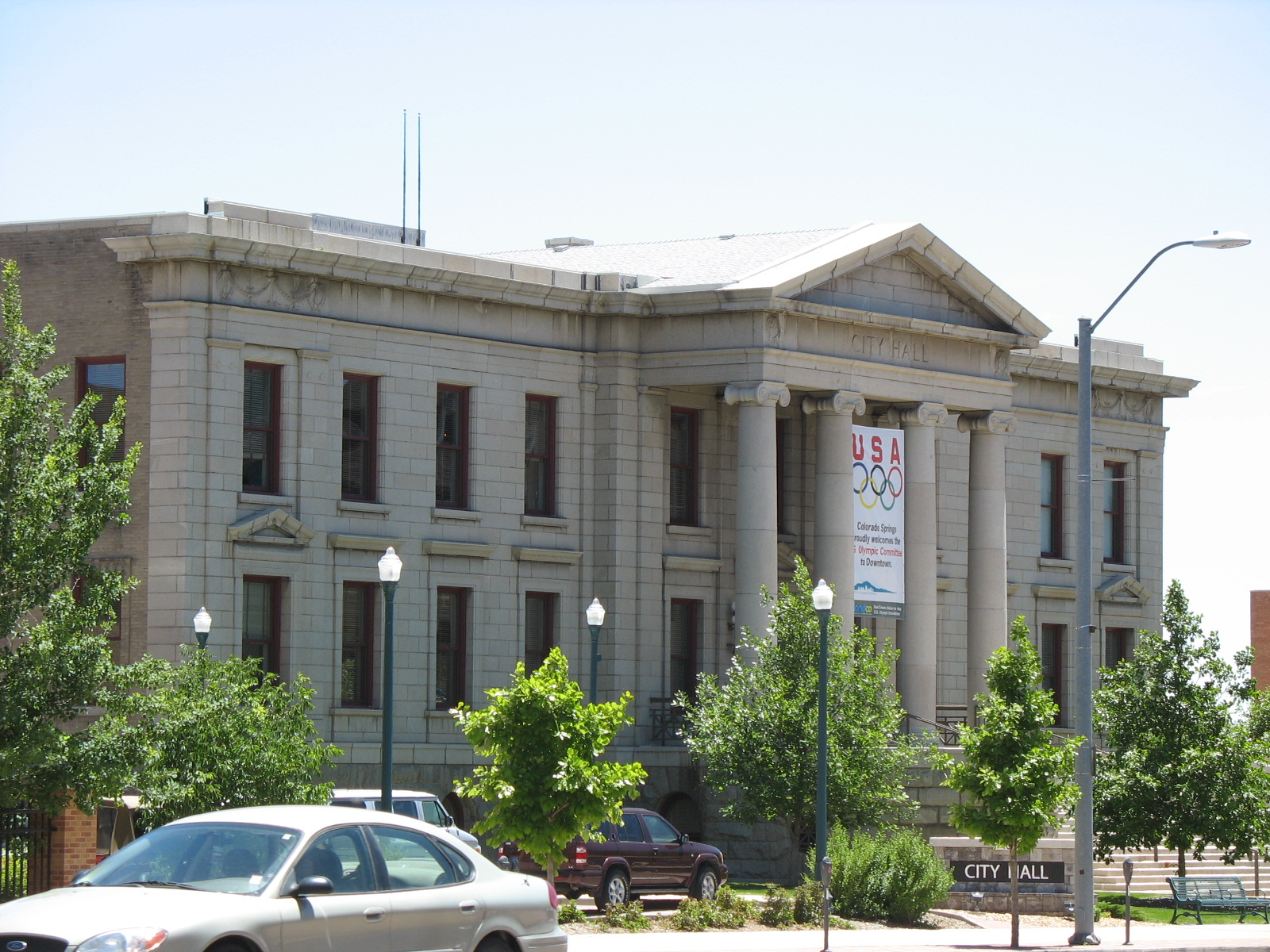
L’hôtel de ville de Colorado Springs.
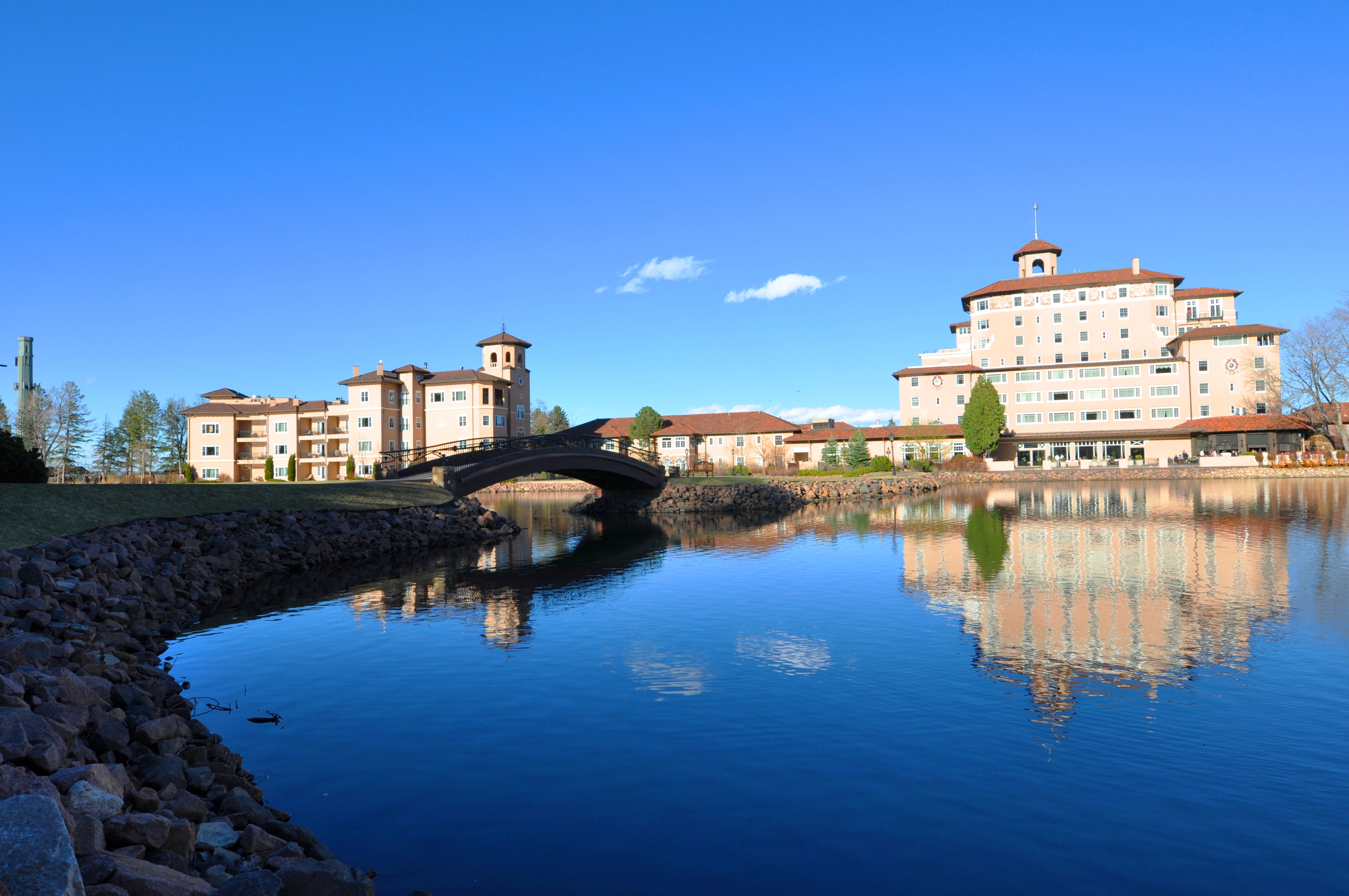
L’hôtel The Broadmoor.
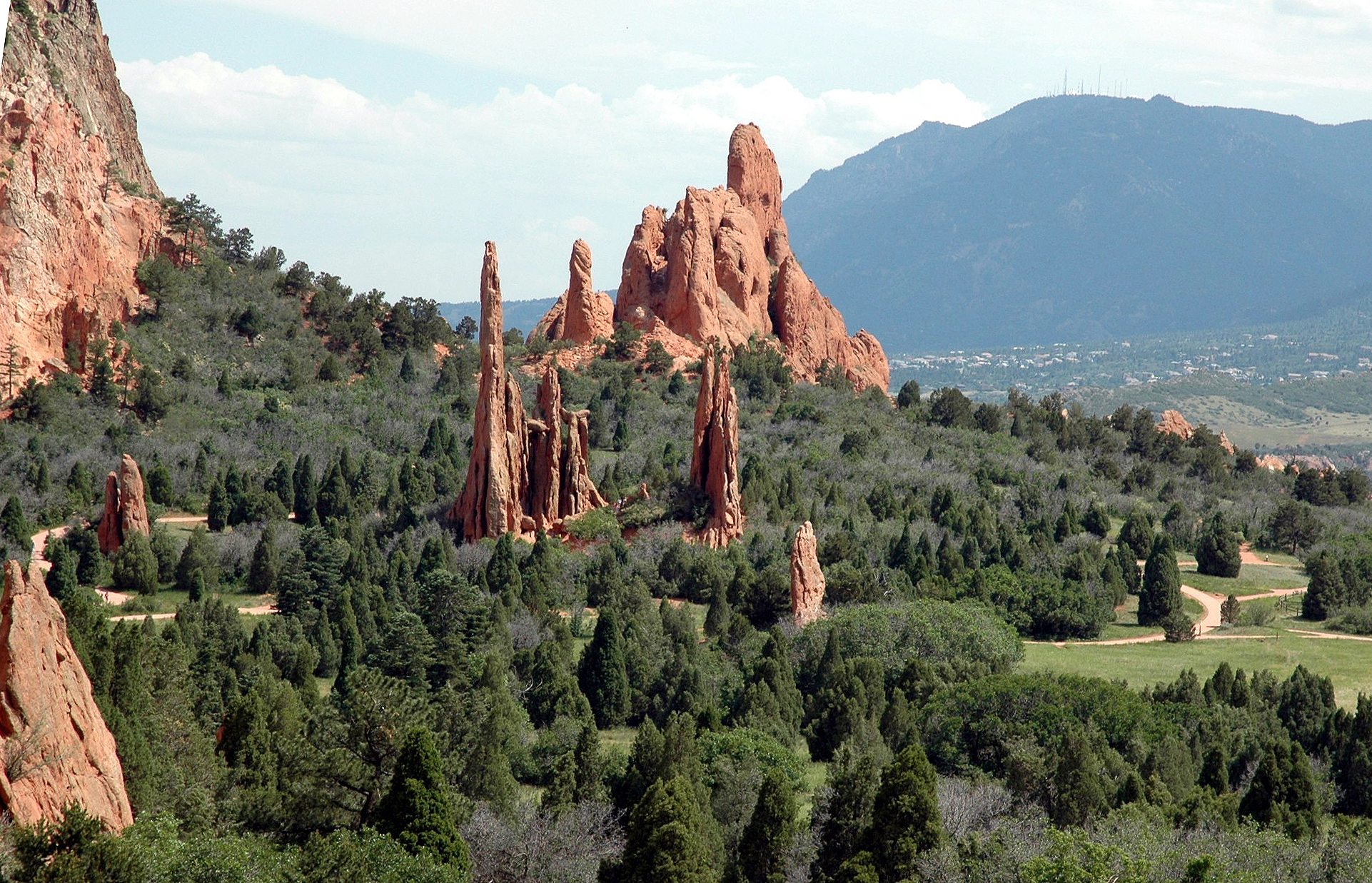
Le Garden of the Gods, un parc public de la ville.

## Jumelages
- Fujiyoshida (Japon)
- Bichkek (Kirghizistan)
- Kaohsiung (Taïwan)
- Nuevo Casas Grandes (Mexique)
- Smolensk (Russie)